# Alicja Ciskowska
Alicja Ciskowska, po mężu Maciągowska (ur. 9 grudnia 1960 w miejscowości Zatory) – polska łuczniczka, medalistka mistrzostw świata i Europy.
Była zawodniczką LKS Mazowsze Teresin. W 1980 została brązową medalistką mistrzostw Europy w wieloboju indywidualnie i drużynowo, a w 1981 indywidualną wicemistrzynią świata w wieloboju (drużynowo zajęła 7. miejsce). Ponadto startowała na mistrzostwach świata w 1983 (31. miejsce indywidualnie) oraz mistrzostwach Europy w 1982 (6. miejsce drużynowo).
Była też wielobojową mistrzynią Polski juniorek (1979) i seniorek (1980, 1982). W 1989 pobiła rekord Polski w tzw. rundzie FITA (70, 60, 50, 30 m) wynikiem 1301 pkt. Karierę sportową zakończyła w 2004.
W 1981 zajęła 5. miejsce w Plebiscycie Przeglądu Sportowego na najlepszego sportowca roku.
Pracuje w szkole podstawowej w Sochaczewie jako nauczycielka wychowania fizycznego, prowadzi kółko łucznicze.